# Duranta arida
Duranta arida là một loài thực vật có hoa trong họ Cỏ roi ngựa. Loài này được Britton & P.Wilson mô tả khoa học đầu tiên năm 1920.